# Mitt liv och min lovsång
Mitt liv och min lovsång är en lovsång/lovpsalm av Lars Mörlid och Peter Sandwall.
Sången framfördes bland annat i TV-programmet Minns du sången.

## Publicerad i
- Jubla i Herren 1999
- Minns du sången - Nothäfte 2, 2008
- Minns du sången - Nothäfte Samlingsvolym 2008

## Inspelad på
- 2006 – Villigt kommer ditt folk (3-CD)

### Fotnoter
1. ↑  ”Musikkvällen vid Davidstorpasjön” (på svenska). Smålandstidningen. 30 juli 2014. Arkiverad från originalet den 15 december 2017. https://web.archive.org/web/20171215053608/https://www.smt.se/article/musikkvallen-vid-davidstorpasjon/. Läst 14 december 2017.